# Пальмиери, Стефано
Стефано Пальмиери (итал. Stefano Palmieri; род. 18 сентября 1964, Серравалле) — капитан-регент Сан-Марино с 1 октября 2009 до 1 апреля 2010 года вместе с Франческо Муссони. Во второй раз он занимал пост капитана-регента с 1 апреля до 1 октября 2018 года вместе с Маттео Чаччи.

## Биография
По профессии бухгалтер. В 2005 году Пальмиери основал партию Бело-голубое движение, вошедшую в 2006 году в Народный альянс, от которого был избран в 2006 году в Генеральный совет и капитаном-регентом.